# Helen Cam
Helen Maud Cam (Abingdon-on-Thames, 22 de agosto de 1885-Kent, 9 de febrero de 1968) fue una historiadora inglesa especializada en la Edad Media y la primera mujer nombrada profesora titular en la Universidad de Harvard.

## Biografía
Cam nació en Abingdon-on-Thames, Berkshire (ahora Oxfordshire). Fue educada en casa por su padre William Herbert Cam, director de la Escuela Abingdon, realizó sus estudios universitarios en el Royal Holloway College, obteniendo allí su título en Historia, y más tarde una maestría en estudios anglosajones y francos en la Universidad de Londres, después un año de beca en Bryn Mawr College. Este título la llevó a su primer libro, Gobierno local en Francia e Inglaterra, 768–1034 (1912).
Después de enseñar en Cheltenham Ladies' College y Royal Holloway, se convirtió en miembro del Girton College de la Universidad de Cambridge en 1921. En 1948 asumió la cátedra Zemurray Radcliffe en Harvard, cargo que ocupó hasta su jubilación en 1954.
En 1949, como sucesora de François Olivier-Martin (1879-1952), se convirtió en presidenta de la Comisión Internacional para la Historia de las Asambleas de Estados. Se retiró como presidenta en 1960.

Al jubilarse en 1960, recibió como regalo de su septuagésimo quinto cumpleaños el Festschrift en dos volúmenes preparado en su honor por estudiosos de trece países, que fue publicado con la bendición de la Comisión bajo el título Álbum Helen Cam.

La atención de Cam se centró en la administración local, a diferencia de la historia constitucional y jurídica de los historiadores dominantes de la época, Stubbs y Maitland. Aunque admiradora de ambos, amplió y revisó enormemente el trabajo de ellos. Su trabajo fue de gran valor académico, pero también pudo escribir con éxito para un público más amplio, ilustrado mejor en England before Elizabeth (Inglaterra antes de Isabel) (1950). También tenía interés por la ficción histórica, expresado en Novelas históricas (1961). Le molestaba mucho el blanqueo de figuras históricas particulares, como Ricardo III.
En 1945 fue elegida miembro de la Academia Británica, la tercera mujer elegida para la beca, y ese mismo año se convirtió en la primera mujer en pronunciar allí la Conferencia de Raleigh. Fue elegida miembro de la Academia Estadounidense de Artes y Ciencias en 1950. Recibió doctorados honoris causa del Smith College, Mount Holyoke College, la Universidad de Carolina del Norte y la Universidad de Oxford. Actuó como vicepresidenta tanto de la Selden Society como de la Royal Historical Society. En 1957 fue condecorada con la Orden del Imperio Británico.